# 澤田英夫
澤田 英夫（さわだ ひでお、1963年8月 - ）は、日本の言語学者。専門はロンウォー語学。
東京外国語大学アジア・アフリカ言語文化研究所教授。

## 略歴
1986年、京都大学文学部卒業、1988年、京都大学大学院文学研究科言語学専攻修士課程修了、1993年、同博士後期課程単位取得満期退学。
東京外国語大学アジア・アフリカ言語文化研究所助手・助教授・准教授を経て、2014年教授。

## 研究業績
- 澤田英夫、荒川慎太郎、伊藤智ゆき、近藤信彰、塩原朝子、高島淳、豊島正之、星泉、町田和彦、峰岸真琴 図説　アジア文字入門 ふくろうの本「世界の文化」シリーズ アジア・アフリカ言語文化研究所 編 全112頁 河出書房新社・東京 2005.4.30
- 現代ビルマ文字の体系と綴字転写 文部科学省科学研究費補助金基盤研究(B)「東南アジア研究のための多言語文書処理システムの開発」（研究代表者：高島淳）研究成果報告書 高島淳 編 pp.43-67 2005.6
- 澤田英夫 町田和彦（第一著者） 文字の宝庫としてのアジア 月刊『言語』 特集「デーヴァナーガリー文字入門」 34巻10号 pp.14-23 大修館書店 2005.10
- 澤田英夫 町田和彦（第一著者） インド系文字の活力 月刊『言語』 特集「デーヴァナーガリー文字入門」 34巻10号 pp.24-31 大修館書店 2005.10